# Gran Premio de Australia de Motociclismo de 1996
El Gran Premio de Australia de Motociclismo de 1996 fue la decimoquinta prueba del Campeonato del Mundo de Motociclismo de 1996. Tuvo lugar en el fin de semana del 18 al 20 de octubre de 1996 en el Eastern Creek, situado en Sídney, Australia. La carrera de 500cc fue ganada por Loris Capirossi, seguido de Tadayuki Okada y Carlos Checa. Max Biaggi ganó la prueba de 250cc, por delante de Ralf Waldmann y Olivier Jacque. La carrera de 125cc fue ganada por Garry McCoy, Haruchika Aoki fue segundo y Masaki Tokudome tercero.

## Resultados 500cc
| Pos. | Piloto              | Constructor   | Tiempo    | Pts. |
| ---- | ------------------- | ------------- | --------- | ---- |
| 1    | Loris Capirossi     | Yamaha        | 45:47.858 | 25   |
| 2    | Tadayuki Okada      | Honda         | +10.980   | 20   |
| 3    | Carlos Checa        | Honda         | +11.397   | 16   |
| 4    | Alex Barros         | Honda         | +11.438   | 13   |
| 5    | Jean-Michel Bayle   | Yamaha        | +12.424   | 11   |
| 6    | Àlex Crivillé       | Honda         | +20.394   | 10   |
| 7    | Luca Cadalora       | Honda         | +22.064   | 9    |
| 8    | Mick Doohan         | Honda         | +22.134   | 8    |
| 9    | Shinichi Itoh       | Honda         | +29.821   | 7    |
| 10   | Peter Goddard       | Suzuki        | +32.744   | 6    |
| 11   | Kenny Roberts Jr    | Yamaha        | +33.519   | 5    |
| 12   | Lucio Pedercini     | ROC Yamaha    | +1 Vuelta | 4    |
| 13   | Frederic Protat     | ROC Yamaha    | +1 Vuelta | 3    |
| 14   | Andrew Stroud       | ROC Yamaha    | +1 Vuelta | 2    |
| 15   | Toshiyuki Arakaki   | Paton         | +1 Vuelta | 1    |
| 16   | Stephane Mertens    | Harris Yamaha | +1 Vuelta |      |
| Ret  | Juan Bautista Borja | Elf 500       | Retirado  |      |
| Ret  | Paul Young          | Harris Yamaha | Retirado  |      |
| Ret  | Norifumi Abe        | Yamaha        | Retirado  |      |
| Ret  | Martin Craggill     | Elf 500       | Retirado  |      |
| Ret  | Eugene McManus      | Yamaha        | Retirado  |      |
| Ret  | Jeremy McWilliams   | ROC Yamaha    | Retirado  |      |
| Ret  | Laurent Naveau      | ROC Yamaha    | Retirado  |      |
| Ret  | Scott Russell       | Suzuki        | Retirado  |      |

- Pole Position: Àlex Crivillé, 1:30.478
- Vuelta Rápida: Àlex Crivillé, 1:30.359

## Resultados 250cc
| Pos. | Piloto               | Constructor | Tiempo    | Pts. |
| ---- | -------------------- | ----------- | --------- | ---- |
| 1    | Max Biaggi           | Aprilia     | 43:21.574 | 25   |
| 2    | Ralf Waldmann        | Honda       | +1.730    | 20   |
| 3    | Olivier Jacque       | Honda       | +18.762   | 16   |
| 4    | Tohru Ukawa          | Honda       | +25.226   | 13   |
| 5    | Jürgen Fuchs         | Honda       | +25.725   | 11   |
| 6    | Jean-Philippe Ruggia | Honda       | +26.034   | 10   |
| 7    | Nobuatsu Aoki        | Honda       | +29.606   | 9    |
| 8    | Luis d'Antin         | Honda       | +46.399   | 8    |
| 9    | Roberto Locatelli    | Aprilia     | +46.610   | 7    |
| 10   | Takeshi Tsujimura    | Honda       | +59.280   | 6    |
| 11   | Jurgen vd Goorbergh  | Honda       | +59.748   | 5    |
| 12   | Regis Laconi         | Honda       | +59.828   | 4    |
| 13   | Sebastian Porto      | Aprilia     | +1:16.258 | 3    |
| 14   | Marcus Payten        | Honda       | +1:26.544 | 2    |
| 15   | Alessandro Antonello | Aprilia     | +1:29.720 | 1    |
| Ret  | Cristophe Cogan      | Honda       | Retirado  |      |
| Ret  | Jamie Robinson       | Aprilia     | Retirado  |      |
| Ret  | Craig Connell        | Yamaha      | Retirado  |      |
| Ret  | Cristiano Migliorati | Honda       | Retirado  |      |
| Ret  | Oliver Petrucciani   | Aprilia     | Retirado  |      |
| Ret  | José Barresi         | Yamaha      | Retirado  |      |
| Ret  | Christian Boudinot   | Aprilia     | Retirado  |      |
| Ret  | Yasumasa Hatakeyama  | Honda       | Retirado  |      |
| Ret  | José Luis Cardoso    | Aprilia     | Retirado  |      |
| Ret  | Sete Gibernau        | Yamaha      | Retirado  |      |
| Ret  | Luca Boscoscuro      | Aprilia     | Retirado  |      |
| Ret  | Davide Bulega        | Aprilia     | Retirado  |      |
| Ret  | Gianluigi Scalvini   | Honda       | Retirado  |      |
| Ret  | Eskil Suter          | Aprilia     | Retirado  |      |

- Pole Position: Max Biaggi, 1:31.718
- Vuelta Rápida: Max Biaggi, 1:32.084

## Resultados 125cc
| Pos. | Piloto               | Constructor | Tiempo     | Pts. |
| ---- | -------------------- | ----------- | ---------- | ---- |
| 1    | Garry McCoy          | Aprilia     | 42:12.903  | 25   |
| 2    | Haruchika Aoki       | Honda       | +0.049     | 20   |
| 3    | Masaki Tokudome      | Aprilia     | +0.247     | 16   |
| 4    | Jorge Martínez Aspar | Aprilia     | +0.533     | 13   |
| 5    | Ivan Goi             | Honda       | +9.741     | 11   |
| 6    | Lucio Cecchinello    | Honda       | +10.037    | 10   |
| 7    | Yoshiaki Katoh       | Yamaha      | +11.987    | 9    |
| 8    | Noboru Ueda          | Honda       | +18.127    | 8    |
| 9    | Tomomi Manako        | Honda       | +19.405    | 7    |
| 10   | Akira Saito          | Honda       | +22.643    | 6    |
| 11   | Dirk Raudies         | Honda       | +22.780    | 5    |
| 12   | Frederic Petit       | Honda       | +22.259    | 4    |
| 13   | Luigi Ancona         | Aprilia     | +38.669    | 3    |
| 14   | Valentino Rossi      | Aprilia     | +51.772    | 2    |
| 15   | Herri Torrontegui    | Honda       | +56.713    | 1    |
| 16   | Mirko Giansanti      | Honda       | +1:01.819  |      |
| 17   | Gabriele Debbia      | Yamaha      | +1:06.325  |      |
| 18   | Andrew Duke          | Aprilia     | +1 Vuelta  |      |
| 19   | Andrew Willy         | Yamaha      | +1 Vuelta  |      |
| 20   | Jason van Vliet      | Honda       | +2 Vueltas |      |
| Ret  | Manfred Geissler     | Aprilia     | Retirado   |      |
| Ret  | Stefano Perugini     | Aprilia     | Retirado   |      |
| Ret  | Emilio Alzamora      | Honda       | Retirado   |      |
| Ret  | Jaroslav Hules       | Honda       | Retirado   |      |
| Ret  | Kazuto Sakata        | Aprilia     | Retirado   |      |
| Ret  | Loek Bodelier        | Honda       | Retirado   |      |

- Pole Position: Haruchika Aoki, 1:36.080
- Vuelta Rápida: Haruchika Aoki, 1:36.272